# Eesti Julgeolekupolitsei ja SD
Die Eesti Julgeolekupolitsei ja SD (Estnische Sicherheitspolizei und SD) war zwischen 1942 und 1944 Teil des nationalsozialistischen Unterdrückungsapparats im besetzten Estland, das damals dem Reichskommissariat Ostland zugeordnet war.
Der Führer des Einsatzkommandos 1a, Martin Sandberger, entwarf eine im deutsch besetzten Europa einmalige Struktur, in der die Eesti Julgeolekupolitsei ja SD in zwei Gruppen aufgeteilt war: die Gruppe A mit den Abteilungen I–V bestand aus deutschem, die Gruppe B mit korrespondierenden Abteilungen bestand aus estnischem Personal. Beide Gruppen trugen die gleiche Uniform und das estnische Personal nahm an Schulungen beim Hauptamt Sicherheitspolizei teil.
Das estnische Personal wurde nach dem Krieg nicht strafrechtlich verfolgt, vielmehr wurden zahlreiche Angehörige der Eesti Julgeolekupolitsei ja SD von westlichen Geheimdiensten angeworben, um gegen die Sowjetunion zu arbeiten.